# 谢菲尔德 (阿拉巴马州)
谢菲尔德（英語：Sheffield）是美国阿拉巴马州下属的一座城市。面积约为6.37平方英里（约合16.5平方公里）。根据2010年美国人口普查，该市有人口9,039人，人口密度为1,419.22/平方英里（约合547.82/平方公里）。